# Culver (Kansas)
Culver és una població dels Estats Units a l'estat de Kansas. Segons el cens del 2000 tenia 164 habitants.

## Demografia
Segons el cens del 2000, Culver tenia 164 habitants, 57 habitatges, i 47 famílies. La densitat de població era de 395,8 habitants per km².
Dels 57 habitatges en un 45,6% hi vivien nens de menys de 18 anys, en un 66,7% hi vivien parelles casades, en un 8,8% dones solteres, i en un 15,8% no eren unitats familiars. En el 15,8% dels habitatges hi vivien persones soles el 7% de les quals corresponia a persones de 65 anys o més que vivien soles. El nombre mitjà de persones vivint en cada habitatge era de 2,88 i el nombre mitjà de persones que vivien en cada família era de 3,06.
Per edats la població es repartia de la següent manera: un 30,5% tenia menys de 18 anys, un 6,1% entre 18 i 24, un 24,4% entre 25 i 44, un 28% de 45 a 60 i un 11% 65 anys o més.
L'edat mediana era de 37 anys. Per cada 100 dones de 18 o més anys hi havia 103,6 homes.
La renda mediana per habitatge era de 39.792 $ i la renda mediana per família de 41.563 $. Els homes tenien una renda mediana de 25.000 $ mentre que les dones 20.417 $. La renda per capita de la població era de 13.047 $. Entorn del 9,8% de les famílies i el 14,4% de la població estaven per davall del llindar de pobresa.

## Poblacions més properes
El següent diagrama mostra les poblacions més properes.